# St. Laurentius (Schönau an der Brend)

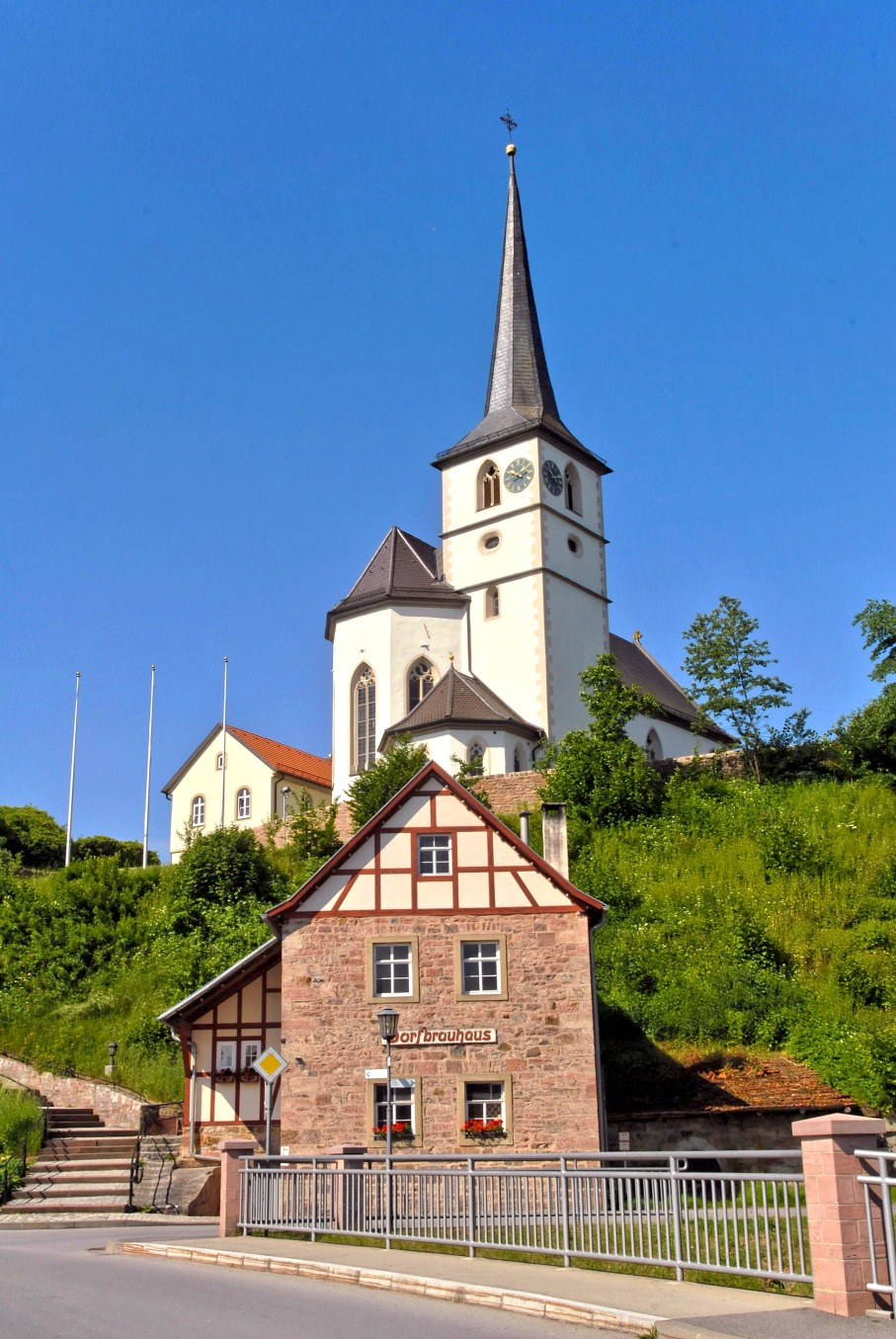
Die Kirche in Schönau

Die römisch-katholische Kuratiekirche St. Laurentius ist die Dorfkirche von Schönau an der Brend, einer Gemeinde im unterfränkischen Landkreis Rhön-Grabfeld. Sie steht auf dem Kirchberg und ist dem Patronat des Heiligen Laurentius anvertraut.
Die Kirche ist Teil der Pfarreiengemeinschaft „Am Kreuzberg“ in Bischofsheim.
Die Kirche umgibt der Friedhof, der in einen alten und einen neuen Teil gegliedert ist. Außerdem gibt es eine Leichenhalle. Auf dem neuen Friedhof befinden sich Urnengräber, ein großes Kreuz und ein Denkmal für Verstorbene des Ortes in beiden Weltkriegen. Am Fuß des Kirchbergs steht das Denkmal für Otto Feick, den Miterfinder des Rhönrades.

## Geschichte

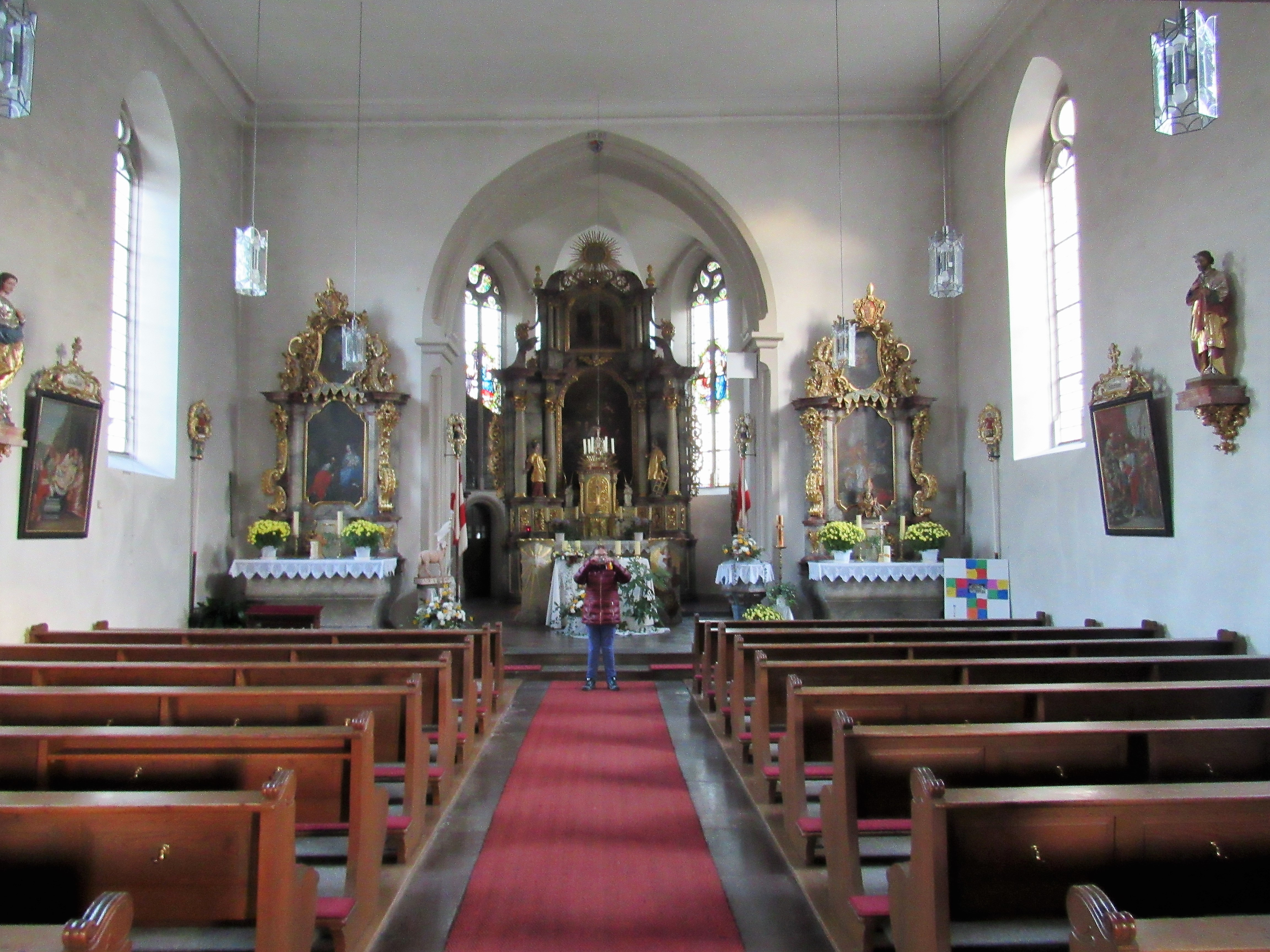
Innenraum der Kirche

Schönau war seit jeher eine Filiale der Pfarrei Wegfurt. Die heutige Kirche wurde im Jahr 1608 erbaut. Die Bauinschrift über dem Hauptportal weist auf den Abbruch einer älteren Kirche an der gleichen Stelle hin. Seit dem Jahr 1969 ist Schönau Kuratie. Im Herbst 2008 wurde das 400-jährige Kirchenjubiläum im Rahmen eines großen Festaktes begangen.

## Beschreibung
Der Kirchturm ist ein Julius-Echter-Turm mit spitzbogigen Schallfenstern und steht an der Nordseite des Chores. Der Chor mit Dreiachtelschluss besitzt ein Stichkappengewölbe. Das Langhaus mit drei Fensterachsen ist dagegen flachgedeckt. Chor und Langhaus trennt ein spitzer Chorbogen. Die Fenster der Kirche sind spitzbogig mit Maßwerk.

## Ausstattung
Der Hochaltar wurde um das Jahr 1700 angefertigt. Das zentrale Altarbild zeigt das Abendmahl zwischen den Figuren der Heiligen Stephanus und Laurentius und das Bild im Auszug die Heilige Familie. Die beiden Seitenaltäre entstanden um das Jahr 1750 und stammen aus dem Kloster Bildhausen. Am linken Seitenaltar ist im zentralen Bild die Anbetung der Könige dargestellt, im Auszug die Flucht nach Ägypten. Das zentrale Bild des rechten Seitenaltars ist das Martyrium des heiligen Kilian, das im Auszug nochmals der heilige Kilian. Die Orgel ist auf der westlichen Empore aufgestellt.

## Fastentücher

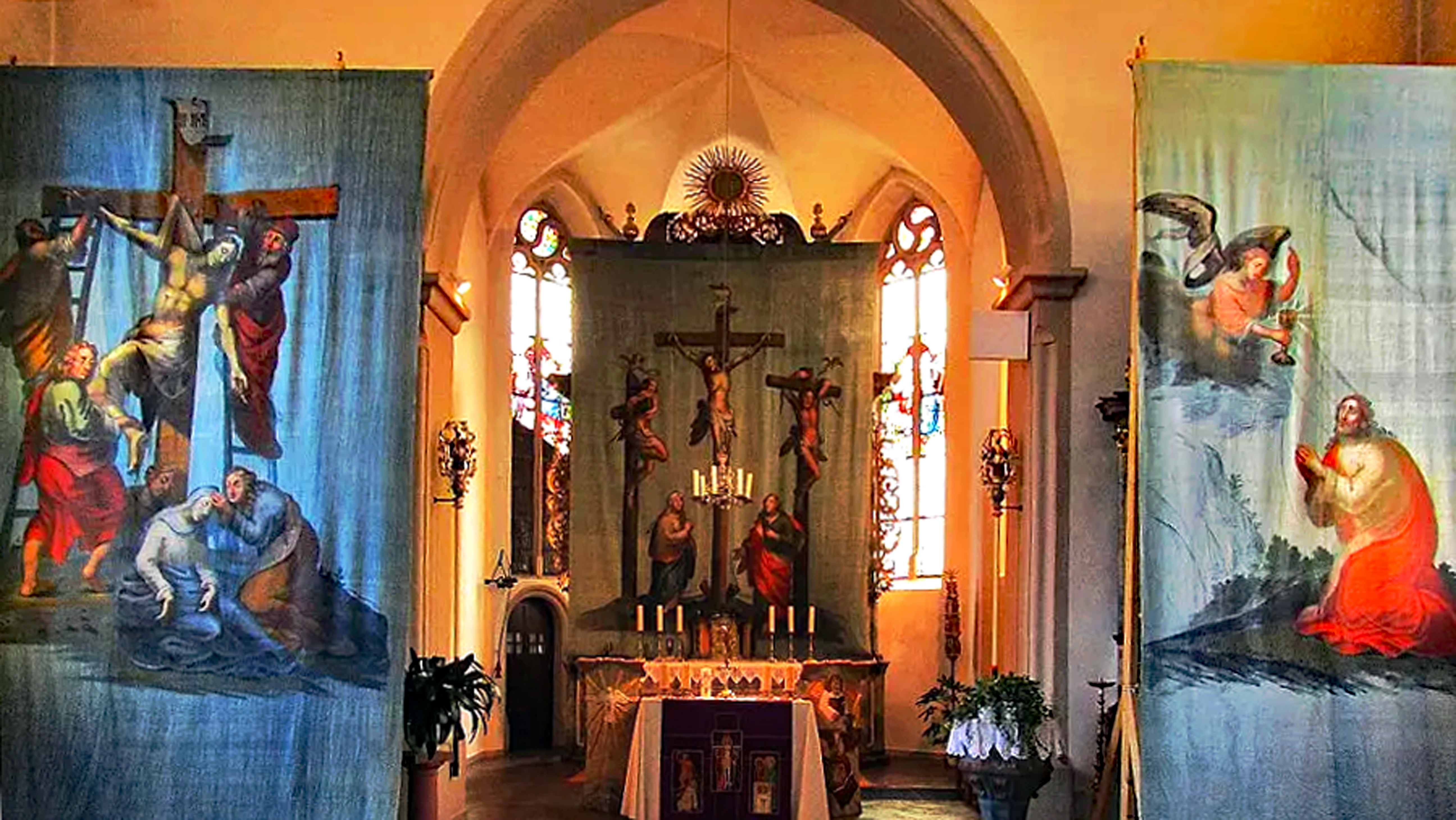
Fastentücher

In dem Zeitraum von Aschermittwoch, der den Beginn der Fastenzeit darstellt, bis Karfreitag werden die Altäre der Schönauer Kirche mit den drei rund 300 Jahre alten sechs Meter hohen und drei Meter breiten Fastentüchern verhängt, die lange als verloren galten, und durch Zufall auf dem Dachboden der Kirche wiederentdeckt wurden. Mit dem Verdecken der Altäre in der vorösterlichen Zeit soll auf den Glanz des Alltags verzichtet und an die Leidensgeschichte Jesu erinnert werden. Der Brauch geht auf das 12. Jahrhundert zurück und stellt eine symbolische Trennung von Gott dar und erinnert an den Tempelvorhang vor dem Allerheiligsten im Jerusalemer Tempel.
Die schräg angeordneten Tücher, die an speziell angefertigten Holzgestellen angebracht werden, bedecken den gesamten Altarraum und trennten ursprünglich den gesamten Chorraum ab, um in der Fastenzeit der Gemeinde den Blick auf den Altar zu verwehren. Die Heilige Messe konnte so nur gehört werden. 
Die in den Jahren von 1700 bis 1710 in einer Bischofsheimer Färberei bemalten Tüchern stellen Szenen der drei Kartage dar. Am rechten Seitenaltar zeigt für Gründonnerstag das Tuch die Ölbergszene mit einem Engel auf einer Wolke, der dem knienden Jesus einen Kelch reicht. Das Tuch am linken Seitenaltar zeigt die Kreuzabnahme für den Karsamstag. Auf einer Leiter, die links am Kreuz angelehnt ist, zieht ein Mann einen Nagel heraus, zwei weitere halten den Leichnam, der noch mit einem Arm am Kreuz hängt. Vor dem Kreuz sitzt Mutter Maria, die getröstet wird. Das mittlere Tuch am Hochaltar zeigt die Kreuzigung Christ. Links ist der Schächer Dismas zu sehen, der sich zu Jesus bekennt, darüber ein kleiner Engel mit einem Märtyrerkranz. Am rechten Kreuz wendet sich der gekreuzigte Gestas von Jesus ab, über dessen Kopf nimmt ein kleines Teufelchen die Seele des Toten.